# David de Thessalonique
Pour les articles homonymes, voir David et Saint David.
David de Thessalonique ou David le dendrite, né en Mésopotamie au milieu du Ve siècle et mort vers 540 à Thessalonique, est un ermite, vénérable, ascète et thaumaturge,. Vénéré par les églises d'Orient et d'Occident, il est célébré le 26 juin.

## Éléments biographiques
Il entre jeune au monastère des Grands martyrs Théodore Tiron et Mercure de Césarée, à Thessalonique, pour y mener une vie de renoncement et de prière. À la lecture de la vie des saints stylites Siméon et Daniel, il décide de suivre leur exemple afin de trouver le repos en leur compagnie après la mort. C'est ainsi qu'il aurait vécu trois ans comme saint dendrite dans un amandier planté près de l'église du monastère, jusqu'à ce qu'un ange lui demande de descendre et de se retirer dans une cellule. Selon le témoignage direct d'un contemporain nommé Palladios, David aurait passé soixante-dix ans dans un ermitage situé à proximité des portes de la ville. Depuis les remparts de celle-ci, les gardes voyaient parfois de loin sa cellule éclairée d'une lueur surnaturelle, ce que Palladios eut aussi lui-même l’occasion d'observer à plusieurs reprises,. Certains ont attribué cette lueur à un incendie auquel l'ermite survivait de façon inexpliquée.
Ayant accompli de nombreux miracles il est choisi par les thessaloniciens pour les représenter auprès de l'empereur Justinien (482-565) pour le convaincre d'annuler sa onzième novelle par laquelle il ordonnait le transfert de la préfecture de l'Illyricum de Thessalonique (qui en était devenue le siège en 379) à Justiniana Prima, ainsi que la création dans cette cité d'un deuxième évêché pour l'Illyricum.

Il serait mort en odeur de sainteté à son retour de Constantinople, en arrivant en vue du port de Thessalonique, dans les circonstances suivantes : « le navire s'immobilisa malgré la forte brise qui gonflait les voiles et un parfum céleste enveloppa l'atmosphère ». Selon ses vœux, il est enseveli dans l'église du monastère des koukouliates.

## Reliques
En 1222 sa dépouille, demeurée incorrompue durant près de sept siècles est transférée à la basilique San Pietro in Ciel d'Oro de Pavie par l'archevêque latin Garin durant la domination des Montferrat. Sa présence passe ensuite inaperçue durant les trois siècles suivants, éclipsée par celles de Saint Augustin et de Boèce. Les restes de Saint David sont redécouverts et inventoriés en 1504. En 1809, ils sont transférés sur ordre de Napoléon au Sacrario vescovile, d'où ils passent, en 1904 dans la chapelle de l'Istituto Artigianelli de Pavie. En 1967, le corps de Saint David est transporté à Milan.
Le 16 septembre 1978 il est restitué à l'église de Thessalonique, grâce aux efforts du métropolite de Thessalonique Pantéléïmon II (1974-2004), et exposé dans la basilique de Saint Démétrios mégalomartyr. Pour célébrer cet événement, une messe est écrite par l'hymnographe Gerasimos Mikragiannanitis. Enfin, les reliques sont déposées dans le katholikon du monastère de sainte Théodora, en plein centre de Thessalonique, dans une chapelle entourée d'icônes illustrant la vie du saint.